# Nguyễn Văn Giai
Nguyễn Văn Giai (chữ Hán: 阮文階, 1555 - 1628) là một Tam nguyên Hoàng giáp, từng giữ chức Tể tướng, tước Thái bảo, Quận công, công thần "khai quốc" thời Lê trung hưng, nổi tiếng chính trực và biết giữ nghiêm pháp luật triều đình, được nhà Lê xét công đánh nhà Mạc, ông đồng thời cũng là một nhà thơ

## Tiểu sử
Ông sinh vào đêm 22 tháng 12 năm Giáp Dần, tức ngày 14 tháng 1 năm 1555, là người thôn Phù Lưu Trường, huyện Thiên Lộc, phủ Đức Quang, trấn Nghệ An (nay là xã Ích Hậu, huyện Lộc Hà, tỉnh Hà Tĩnh). Xuất thân trong một gia đình có tổ tiên từng nhiều đời đỗ đạt nhưng đến đời người cha Nguyễn Văn Củng, thì chỉ còn là một khóa sinh nghèo. Vốn có sức khỏe bẩm sinh, Nguyễn Văn Giai vừa làm đủ các nghề khó nhọc vừa theo học.

## Sự nghiệp
Khi đã có vốn chữ nghĩa, cần học lên, ông tìm đường ra xứ Bắc, làm thuê để tiếp tục học ở Thăng Long. Ông học rất thông minh, nổi tiếng về thơ Nôm và về tài ứng đối.
Năm 1579, nhà Lê trung hưng mở khoa thi ở Thanh Hóa, ông lại ra thi và lại đỗ Giải nguyên.
Tháng 8 năm 1580, nhà Hậu Lê mở khoa thi Hội đầu tiên ở sách Vạn Lại, ông đi thi tiếp, đỗ Hội nguyên(đệ nhị giáp tiến sĩ xuất thân), rồi vào thi Đình đỗ luôn Đình nguyên nhị giáp Tiến sĩ. Ông là vị Tam nguyên đầu tiên của thời nhà Lê trung hưng.
Ngay trong năm này, Nguyễn Văn Giai được Trịnh Tùng bổ nhiệm chức Tán ký lục trong quân đội. Ông đóng vai trò tham mưu kế sách quân sự trong trướng cho Trịnh Tùng, đóng góp công lao vào việc đánh bại nhà Mạc, chiếm kinh thành Thăng Long năm 1592. Năm sau, Nguyễn Văn Giai được thăng chức Đề hình Giám sát Ngự sử.
Năm 1608, ông được thăng làm Đô ngự sử. Lúc đó nhà Lê làm chủ Bắc Bộ, bắt đầu giao hiếu với nhà Minh. Trịnh Tùng giao cho ông và Đỗ Uông tới Nam Quan để hội khám nhưng tướng nhà Minh không đến.
Năm 1609, ông lại vâng mệnh lên Nam Quan hội khám cùng vua Lê. Năm đó gặp tướng nhà Minh. Sau khi tiếp kiến trở về, ông được thăng làm Tham tụng, Thượng thư bộ Lại, nắm việc cả sáu Bộ kiêm Đô ngự sử, Thiếu bảo, Lễ quận công.
Năm 1623, con thứ của Trịnh Tùng là Trịnh Xuân gây biến. Vua Lê Thần Tông phải chạy vào Thanh Hóa. Nguyễn Văn Giai tham gia bày mưu giúp chúa Trịnh dẹp yên biến loạn. Sau đó ông có công cùng đi đánh Mạc Kính Khoan ở Cao Bằng, được thăng làm Thiếu úy, gia phong Dực vận tán trị công thần, rồi thăng làm Thái bảo, được xem là người có công lao đứng đầu lúc đương thời.
Ông mất khi đang tại chức ngày 13 tháng 1 năm Mậu Thìn, tức 27 tháng 2 năm 1628. Triều đình truy tặng ông là Đại tư đồ, thụy là Cẩn Độ.

## Đóng góp
Dưới quyền cai quản của Nguyễn Văn Giai, triều đình Lê trung hưng còn giữ được sự thống nhất nội bộ, mặc dầu xu hướng suy thoái đã không tránh được. Tuy không ngăn cản được Trịnh Tùng giết vua Lê Kính Tông vào năm 1619 nhưng ông ra sức nắm cương triều chính, không để xảy ra chuyện lục đục, năm bè bảy mảng. Khi có những mâu thuẫn tranh chấp giữa hai con Trịnh Tùng là Trịnh Tráng và Trịnh Xuân, Nguyễn Văn Giai đã cố sức dập tắt, cuối cùng bắt được Xuân về cho Tùng trị tội, nhờ đó các thế lực phản loạn bị dẹp yên.
Để chia bớt quyền hành của chúa Trịnh, ông đã có sáng kiến lập ra Phủ Thừa tướng bên cạnh Phủ chúa, ngấm ngầm bảo vệ vua Lê.
Nguyễn Văn Giai nổi tiếng là người thanh liêm, tự ông nêu gương cho các quan noi theo, ngay cả chúa Trịnh cũng kiềng nể. Gia phả còn chi lại lời ông răn bảo triều thần: Ta giữ việc triều chính cốt cho liêm chính, không nhận hối lộ của bất kỳ ai. Người có tài đức thì phải biết trọng dụng; ai có lỗi lầm phải biết lựa lời can ngăn; ai oan uổng phải biết cứu xét phân minh cẩn trọng và bênh vực; kẻ nghèo khó phải ra tay giúp đỡ. Không nên làm những điều bất chính để tích trữ vàng ngọc làm giàu; phải biết tu nhân tích đức cho đời sau con cháu vậy. Nhưng ông cũng là người mang tư tưởng chính thống cứng nhắc, đem tài sức mình dựng lại một thế lực thực tế đã mất vai trò lịch sử.

### Bài thơ Tự trào
Ông còn là một nhà thơ Nôm nổi danh, có cái cười trào tiếu và triết lý thâm thúy về mọi sự ở đời, tuy số lượng thơ để lại không nhiều.
Ba vua, bốn chúa, bảy thằng con,
Trên chửa lung lay, dưới chửa mòn.
Công nghiệp chưa thành sinh cũng uổng
Quan tài sẵn đó chết thì chôn.
Giang hồ, lang miếu, trời đôi ngả,
Bị gậy, cân đai, đất một hòn.
Cũng muốn sống thêm dăm tuổi nữa,
Sợ ông Bành Tổ tống đồng môn
Nhà nghiên cứu Ngô Vui cho rằng đây không phải là thơ Tự trào của Nguyễn Văn Giai mà là bài thơ ông viết về chúa Trịnh Tùng và người anh Trịnh Cối. Theo quan điểm này, bài thơ ra đời năm 1623 là năm Trịnh Tùng mất, nếu điểm lại trong đời Nguyễn Văn Giai sống qua thì có 3 vua Lê Thế Tông, Lê Kính Tông và Lê Thần Tông và chỉ 2 đời chúa là Trịnh Tùng và Trịnh Tráng, không thể là "bốn chúa" như trong câu đầu. Nếu đặt vào địa vị Trịnh Tùng, thì có thể hiểu 3 vua là Lê Thế Tông, Lê Kính Tông và Lê Thần Tông, còn "bốn chúa" là 4 vua nhà Mạc, mà trong con mắt Trịnh Tùng không xem là "vua", gồm Mạc Mậu Hợp, Mạc Toàn, Mạc Kính Chỉ, Mạc Kính Cung. Cả bốn vị vua Lê và 4 "chúa" họ Mạc đều nhỏ tuổi so với Trịnh Tùng (người lớn tuổi nhất là Mậu Hợp cũng kém ông hơn 10 tuổi), bị Trịnh Tùng xem thường như hàng con nít, nên gọi chung họ là "7 thằng con".
Câu 2 "Trên chửa lung lay, dưới chửa mòn" ám chỉ cơ cấu thể chế lưỡng đầu mà Trịnh Tùng khởi đầu cho họ Trịnh: họ Trịnh và họ Lê dựa vào nhau cầm quyền, cùng mạnh cùng yếu. Câu 3 và 4 nói về Trịnh Cối tự bỏ hỏng cơ nghiệp, bị dồn vào "đất chết" buộc phải hàng kẻ thù là nhà Mạc. Câu 5 và 6 nói về thân phận trái ngược của 2 anh em, 2 người hai con đường, Trịnh Cối phải đi ở nhờ kẻ thù như kẻ “bị gậy” và cuối cùng chết ở đất nhà Mạc. Hai câu cuối nói về vị chúa vừa qua đời Trịnh Tùng.

## Hình ảnh công cộng
- Hiện nay ở thành phố Hồ Chí Minh có một con đường mang tên đường Nguyễn Văn Giai nối đường Đinh Tiên Hoàng với đường Mai Thị Lựu.